# 亞雷奇夫卡河
亞雷奇夫卡河（烏克蘭語：Яричівка），是烏克蘭的河流，屬於波爾特瓦河的左支流。該河流經利維夫州的佐洛奇夫區和利維夫區，河道全長45公里，流域面積249平方公里。